# Prix José Craveirinha de littérature
Le prix José Craveirinha de littérature (Prémio José Craveirinha de Literatura) est le plus prestigieux prix littéraire du Mozambique et l'un des plus importants des pays lusophones.
En 1990 l'Association des écrivains mozambicains (AEMO) crée d'abord un grand prix de la fiction narrative (Grande Prémio de la Ficção Narrativa) qui récompense, ex æquo, Mia Couto pour le conte Vozes Anoitecidas et Ungulani Ba Ka Khosa pour le roman Ualalapi.
Lorsque le journaliste et poète José Craveirinha meurt en février 2003, l'AEMO lui rend hommage en créant le 23 mai de la même année le prix José Craveirinha de littérature, avec le soutien de la société Hidroeléctrica de Cahora Bassa (HCB) qui gère le barrage de Cahora Bassa.
À l'origine le prix couronne le meilleur livre de l'année (poésie, roman, théâtre), puis élargit son ambition et, à partir de 2009, distingue l'ensemble de la carrière d'un écrivain, poète ou essayiste mozambicain dont l'œuvre a contribué à enrichir la littérature et la culture mozambicaines.
En 2018 le montant du prix s'élevait à 1 500 000 metiçais.

## Lauréats
- 2003 : Paulina Chiziane pour Niketche. Uma História de Poligamia[3]
- 2004 : Ex æquo Eduardo White pour O País de Mim et Armando Artur pour A Quintessência do Ser[4]
- 2005 : João Paulo Borges Coelho pour As visitas do Dr. Valdez
- 2006 : João Paulo Borges Coelho pour Crónica da Rua 513.2
- 2007 : Ungulani Ba Ka Khosa pour Os sobreviventes da noite[1]
- 2009 : Aldino Muianga pour Contravenção[5].
- 2010 : Calane da Silva[6].
- 2012 : Lília Momplé[1]
- 2014 : Luís Bernardo Honwana[7]
- 2016 : Fátima Mendonça[8]
- 2018 : Ungulani Ba Ka Khosa[1].